# Bora Vang
Bora Vang (ur. 9 kwietnia 1987) – chińsko-turecki tenisista stołowy, uczestnik igrzysk olimpijskich w Londynie (2012).

## Życiorys

### Mistrzostwa
Zdobył złoty medal w grze podwójnej w 2010 na mistrzostwach Europy w miksach podwójnych, które odbyły się w Suboticy wraz z Siren He. W 2012 roku wraz z Melek Hu zdobył srebrny medal na Mistrzostwach Europy w miksach podwójnych w Buzau.
Na Igrzyskach Śródziemnomorskich w 2013 w Mersin zdobył srebrny medal w turnieju singli, a także złoto w turnieju drużynowym mężczyzn.
Vang zakwalifikował się do Igrzysk Olimpijskich w 2012 po mistrzostwach Świata w Katarze.

### Igrzyska olimpijskie
Na igrzyskach olimpijskich wystąpił w turnieju singli. W drugiej rundzie pokonał Nigeryjczyka Quadri Aruna, zaś w trzeciej przegrał z Chińczykiem Zhang Jike 0-4.